# 프렌치 몬태나
프렌치 몬태나 (French Montana, 본명: Karim Kharbouch, 1984년 11월 9일 ~ )는 모로코 출신 미국의 랩퍼이다. 현재 릭 로스가 만든 레이블인 매이백 뮤직 그룹에 소속되어 있다.